# BEMAC Kiden
BEMAC Kiden 株式会社は、大阪市西淀川区に本社を置く企業。BEMAC渦潮ループ（旧・渦潮電機グループ）に属する。
配電盤を主力に、電子機器の設計・開発・製造・販売を手掛ける。

## 沿革
出典：
- 1958年（昭和33年）10月 - 大阪市北区高垣町に大阪機電株式会社として設立
- 1961年（昭和36年）8月 - 生産拡張のため、大阪市西淀川区歌島1丁目に工場を移設
- 1964年（昭和39年）2月 - 電子機器部門を新設
- 1966年（昭和41年）10月 - 資本金を600万円に増資。以後、1974年（昭和49年）まで毎年増資を行う
- 1968年（昭和43年）9月 - 生産拡張のため、大阪市西淀川区姫里3丁目に工場を建設移転
- 1974年（昭和49年）8月 - 資本金を4,850万円に増資
- 1980年（昭和55年）9月 - TQCの全社運動を展開
- 1981年（昭和56年）12月 - プログラマブルコントローラSEQ-8を開発
- 1982年（昭和57年）3月 - 制御用マイコンBC8000シリーズを開発・販売
- 1990年（平成2年）3月 - 制御用マイコンBC7000シリーズを発売
- 1999年（平成11年）8月 - 渦潮電機株式会社（現・BEMAC）の傘下に入る[1]
- 2000年（平成12年）11月 - 生産拡張のため、大阪市西淀川区佃4丁目に佃工場を設立
- 2001年（平成13年）4月 - 業務拡充のため、佃工場に本社及び配電盤部門を移転
- 2002年（平成14年）11月 - ISO9001認証取得
- 2005年（平成17年）9月 - スイッチング式充電器を開発
- 2013年（平成25年）3月 - 南工場落成
- 2018年（平成30年）10月 - 創立60周年祝賀会挙行
- 2020年（令和2年）4月 - BEMAC Kiden株式会社へ社名変更